# Etenna

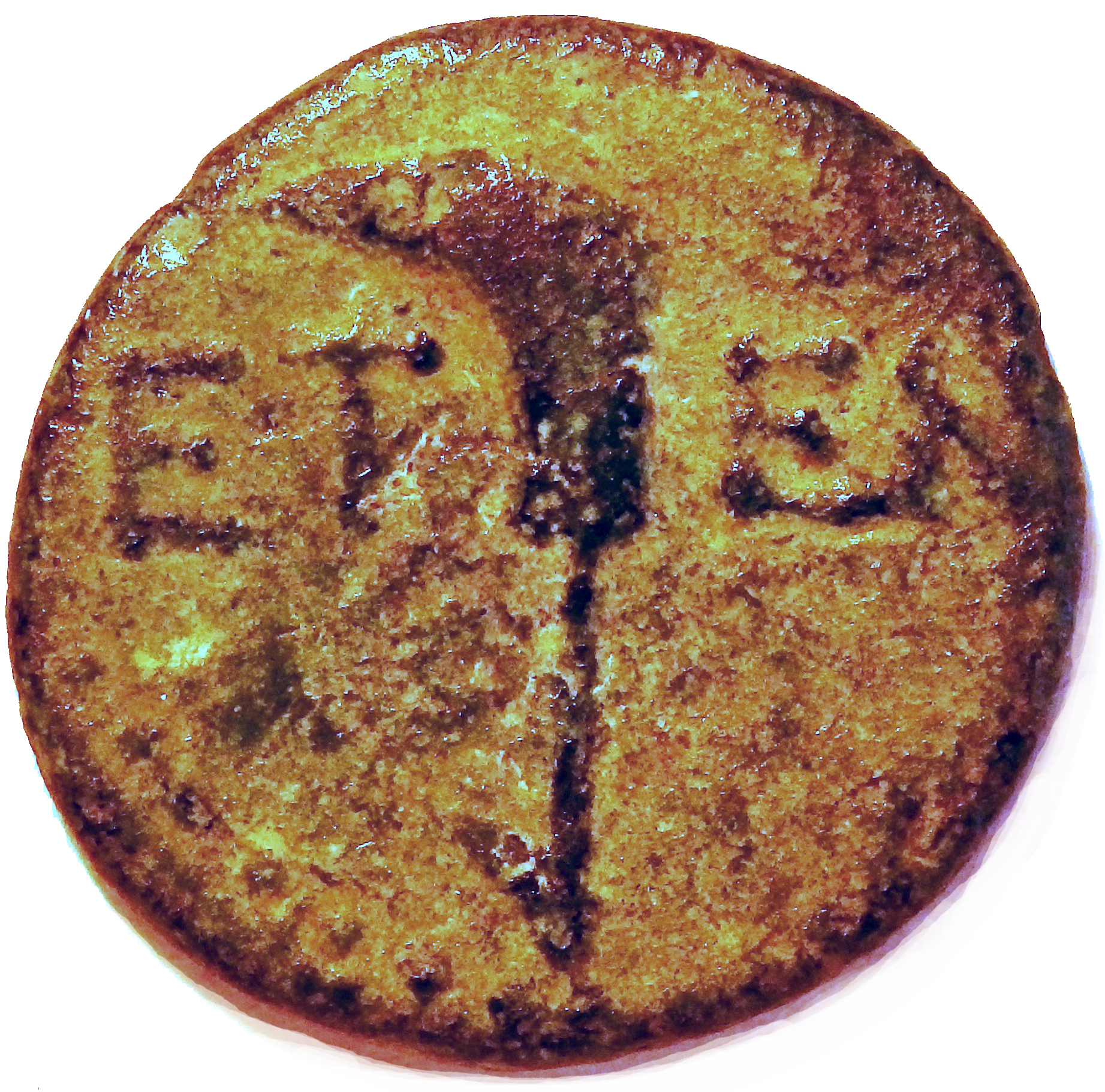
Bronzen munt uit Etenna, 1e eeuw voor Christus

Etenna was tijdens de klassieke oudheid een stad vandaag te situeren in Turkije, meer bepaald in het district Manavgat. Van de stad is vandaag enkel overwoekerd puin over, op een heuvel nabij Side.

## Klassieke oudheid
Etenna lag in de provincie Pamfylië of in de provincie Pisidië. De provincie verschilt alnaargelang de beslissing van de Oud-Griekse bestuurders en Romeinse bestuurders. Er zijn bronzen munten van de stad beschreven, al vanaf de 4e eeuw voor Christus.

## Bisdom Etenna
Vanaf het Edict van Milaan (313) werden er bisdommen in Pamfylië opgericht. In Etenna gebeurde dit vrij laat, pas in de jaren 400. Het bisdom Etenna was een suffragaanbisdom van Side. Het was een Grieks-orthodox bisdom. Vijf bisschoppen van Etenna zijn bij naam bekend. Het gaat om Troilus, Eutropius, Eudoxius, Ioannes en Petrus. Vanaf de 9e eeuw verdween het bisdom Etenna om onbekende reden, nog voor het moment dat de Seldsjoeken Pamfylië veroverden.

## Titulair bisdom
De Rooms-Katholieke Kerk verleent sinds de 20e eeuw de eretitel van bisschop van Etenna. Het gaat om de titulaire bisschoppen Francis Xavier Ford (in 1946), James Joseph Byrne (in 1947), Henri-Louis-Marie Mazerat (in 1958) en Thomas Holland (in 1960).